# Descanso na Fuga para o Egito (Cima)
Descanso na Fuga para o Egito é uma pintura a óleo sobre painel de 1496-1498 de Cima da Conegliano, atualmente no Museu Calouste Gulbenkian, em Lisboa. Excepcionalmente para tratamentos da cena, também inclui dois santos, ou seja, São João Batista e Santa Luzia de Siracusa.

## Temática
Fuga para o Egito retrata a viagem bíblica do recém-nascido Jesus Cristo, juntamente com a Virgem Maria, sua mãe, e São José, conforme descrito no Evangelho de Mateus (Mateus 2:13–23). O Evangelho descreve a fuga da Sagrada Família como resultado de uma visão de um anjo, que disse a José para trazê-los para o Egito, já que o Rei Herodes, o Grande viria para matar o menino Jesus (Mateus 2:13}). Segundo os relatos bíblicos, o Rei Herodes mandou matar as crianças que teriam aproximadamente a idade do Menino Jesus em um episódio conhecido como Massacre dos Inocentes. O  evangelista Mateus afirma que a Sagrada Família permaneceu no Egito até a morte do Rei Herodes quando então voltaram para a Galileia e se estabeleceram em Nazaré.